# Каджар, Аманулла Мирза
Аманулла Мирза Каджар, принц каджарский (азерб. Əmənulla Mirzə Qacar, 1857—1937) — российский и азербайджанский военачальник, генерал-майор.

## Служба в российской армии

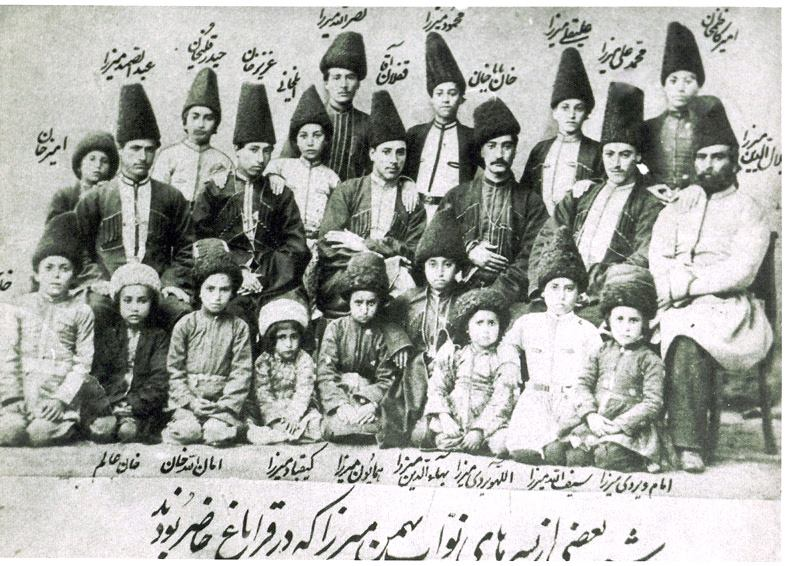
Групповая фотография сыновей Бахман-мирзы 1869 года, на которой изображен и Аманулла-Мирза (сидит на коленях в первом ряду, третий слева)

Аманулла Мирза Каджар родился 8 января 1857 в Шуше. Сын принца Каджарского государства Бахмана Мирзы от его брака с Чичек-ханум.
Службу начал 19 июля 1879 года прапорщиком в 164-м Закатальском пехотном полку. 15 мая 1883 года был произведён в подпоручики. 20 ноября 1886 года переведён во 2-й пеший пластунский батальон Кубанского казачьего войска с переименованием в хорунжии. 8 октября 1887 года произведён в сотники. 16 сентября 1891 года награждён орденом Святого Станислава 3-й степени. С 6 мая 1895 года — подъесаул. 6 мая 1902 года Аманулла Мирза за отличие по службе, был произведён в есаулы. Участник Русско-японской войны 1904—1905 гг. 22 сентября 1906 года "За 25-летнюю в офицерских чинах беспорочную службу" пожалован орденом Святого Владимира 4-й степени с бантом. 28 января 1907 года высочайшим приказом было утверждено пожалование за боевое отличие ордена Святой Анны 4-й степени с надписью "За храбрость". С 16 апреля 1909 года войсковой старшина — командующий 9-м Кубанским пластунским батальоном.

## Первая мировая война
Первую мировую войну войсковой старшина Аманулла Мирза Каджар встретил на Кавказском фронте в должности командующего 9-м Кубанским пластунским батальоном 2-й Кубанской пластунской бригады генерал-майора B. Е. Гулыги. После Сарыкамышского сражения 1-я и 2-я Кубанские пластунские бригады вошли в состав вновь формируемого 5-го Кавказского армейского корпуса генерал-лейтенанта Н. М. Истомина. 25 апреля 1915 года за отличие по службе Аманулла Мирза был произведён в полковники и назначен командиром 3-го Кубанского пластунского Его Императорского Высочества наследника цесаревича батальона 1-й Кубанской пластунской бригады.
К началу лета 1915 года 5-й Кавказский армейский корпус был переброшен на европейский театр военных действий, где вошёл в состав формировавшейся 7-й армии, которая была назначена для высадки морского десанта в районе пролива Босфор. Однако десантная операция  была отменена и войска использовались на других участках фронта. В августе—октябре корпус действовал в составе 10-й армии Западного фронта. С октября 5-й Кавказский армейский корпус действовал в составе 7-й армии Юго-Западного фронта.
12 сентября 1915 года за боевое отличие Аманулла Мирза получил мечи к ордену Святого Владимира 4-й степени с бантом. За отличие в делах с неприятелем 31 декабря 1915 года награждён орденом Святой Анны 2-й степени с мечами. 4 апреля 1916 года за отличие в делах против неприятеля награждён орденом Святого Владимира 3-й степени с мечами.
1 мая 1916 года 5-й Кавказский армейский корпус был возвращен на Кавказ.
15 сентября 1916 года полковник Аманулла Мирза за болезнью отчислен был от должности и назначен в резерв чинов при штабе Кавказского военного округа с зачислением по Кубанскому казачьему войску.
5 ноября 1916 года был награждён Георгиевским оружием
за то, что в бою 25 августа 1915 г. под дер. Мархоновка, наступая со своим батальоном на позицию, занятую превосходными силами противника, решительным ударом в штыки с фронта и с фланга под сильным ружейным и артиллерийским огнем противника выбил его из окопов и укрепился на занятой позиции, взяв при этом много пленных.
 За боевое отличие в 1917 году Аманулла Мирза произведён в генерал-майоры. После Февральской революции некоторое время проживал в Тифлисе и в Шуше.

## Служба в Азербайджане и эмиграция
В 1918 году Аманулла Мирза Каджар был направлен на службу во вновь формировавшийся согласно приказу № 155 от 11 декабря 1917 года главнокомандующего войсками  Кавказского фронта генерала от инфантерии М. А. Пржевальского Мусульманский корпус (командир, бывший командующий 10-й армии Западного фронта генерал-лейтенант Али-Ага Шихлинский). Аманулла Мирза был назначен командиром 1-го стрелкового полка. Затем командовал 2-й бригадой 2-й стрелковой дивизии. 26 июня 1918 года постановлением Совета Министров АДР Мусульманский корпус был переименован в Отдельный Азербайджанский корпус. В начале июля Отдельный Азербайджанский корпус был расформирован турецким командованием  и его части вместе с прибывшими 5-й Кавказской и 15-й Чанахгалинской турецкими дивизиями вошли в состав вновь сформированной Кавказской исламской армии Нури-паши. Приказом командующего Кавказской исламской армией от 20 августа 1918 года генерал-майор Аманулла Мирза, в числе других генералов и старших офицеров расформированного Отдельного Азербайджанского корпуса, был уволен в отставку.
После начала формирования армии АДР Аманулла Мирза 1 декабря 1918 года подал рапорт на имя военного министра о принятии в ряды вооруженных сил Азербайджана. В марте 1919 года в составе Чрезвычайной дипломатической миссии Азербайджанской Демократической Республики вместе с Исмаил Ханом Зиятхановым участвовал в переговорах с правительством Каджарского государства в Тегеране. Занимал должность председателя Центрального по воинской повинности присутствия. 27 января 1920 года генерал-майор Аманулла Мирза был назначен помощником начальника 1-й пехотной дивизии и начальником гарнизонов, которые находились в Ханкенди и Шуше. Аманулла Мирза участвовал в отражении атак армянских вооружённых формирований на войсковые части АДР в ночь с 22 на 23 марта 1920 года.
После падения АДР в связи с репрессиями большевиков Аманулла Мирза был вынужден уехать в Каджарский Иран. Живший в Тегеране Аманулла Мирза преподавал в военной школе, участвовал в формировании иранской регулярной армии. Был депутатом Меджлиса (парламента) Ирана и председателем общества Ирано-советской дружбы. Аманулла Мирза умер в 1937 году в Тегеране будучи подданным Ирана пехлевидской династии.